# Cattedrale di Nostra Signora Assunta in Cielo e San Nicola (Galway)
La cattedrale di Nostra Signora Assunta in Cielo e San Nicola (in lingua inglese Cathedral of Our Lady Assumed into Heaven and St Nicholas, in lingua irlandese Ard-Eaglais Mhaighdean na Deastógála agus Naomh Nioclás) comunemente detta, cattedrale di Galway, è il principale edificio di culto cattolico della città di Galway, in Irlanda.
La cattedrale è la sede del vescovo di Galway e Kilmacduagh.

## Storia
L'edificio fu realizzato nel 1958 sul luogo presso il quale sorgeva l'antico penitenziario cittadino e fu terminata nel 1965 ed intitolata per volere del cardinale Richard Cushing all'Assunzione di Maria.

## Galleria d'immagini

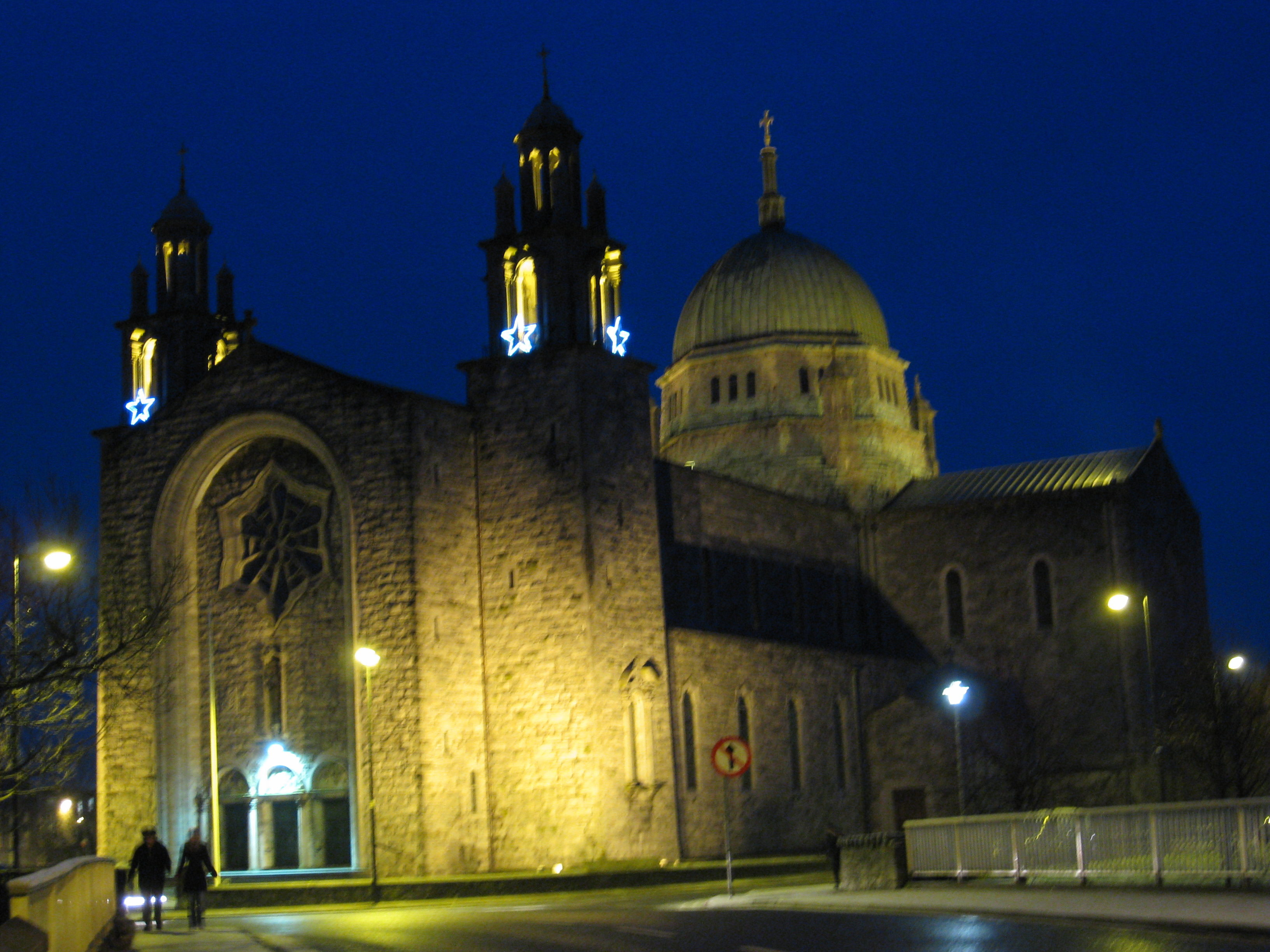
Cattedrale, esterno notturno
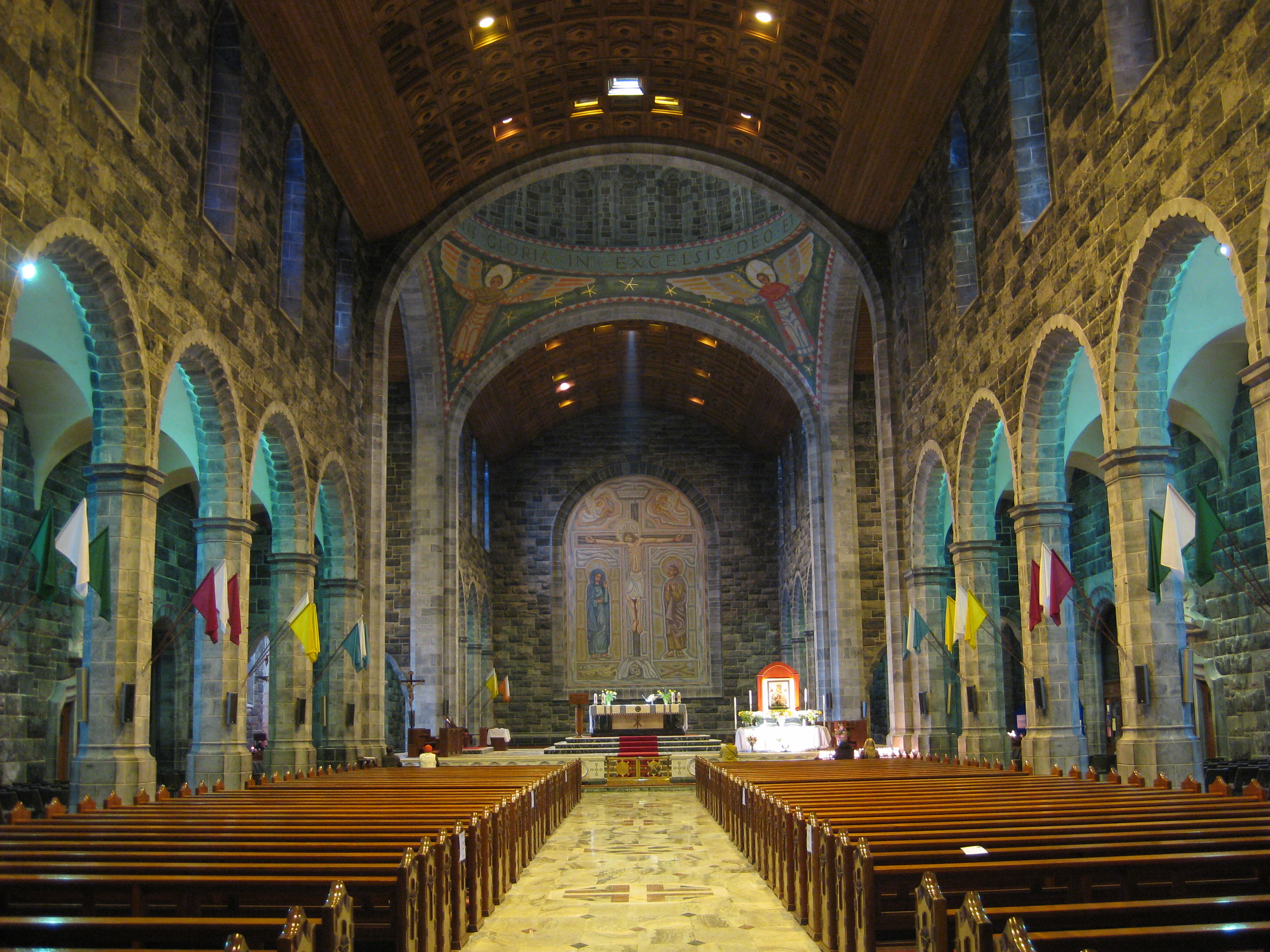
Cattedrale, interno